# Apologize
『Apologize』（アポロジャイズ）は2010年3月29日に無料配信されたGLAYのデジタルシングル。

## 概要
- 2010年3月29日に、GLAY MOBILE会員向けに無料で着うたフルが先行配信された。4月1日からは4月21日までの期間限定として、各着うた配信サイトでも無料で配信された[1][注 1]。後に10月13日に発売されたアルバム『GLAY』に収録された。
- コーラスの声はゆあさみちるが担当している。

## 収録曲
1. Apologize
  - 作詞・作曲：TAKURO　編曲：GLAY、佐久間正英

## 楽曲の収録アルバム
- GLAY
- REVIEW II -BEST OF GLAY-